# Осьмино
О́сьмино — посёлок в Лужском районе Ленинградской области, административный центр Осьминского сельского поселения.

## История
Впервые упоминается в писцовой книге Шелонской пятины 1497/98 года в Сумерском погосте, как деревня Восмина «с церковью святого Георгия, 1 двором церковным попа Луки, 1 двором помещика Мити Родивонова сына Мякинина (что было ранее за Оксиньей, женой Никиты Василистина) и 1 двором ключника Невера».
В 1675 году в Осьмино вновь упоминается деревянная церковь Святого Георгия, после пожара она была заново отстроена в 1709 году, полностью перестроена в 1747 году.
Деревня Осьмина упоминается на карте Санкт-Петербургской губернии Я. Ф. Шмита 1770 года.
В 1826—1828 годах в селе была возведена каменная церковь во имя Тихвинской иконы Божией Матери, закрыта в 1933 году, разрушена в годы войны.
На карте Санкт-Петербургской губернии Ф. Ф. Шуберта 1834 года упоминаются два смежных села: Осмино, состоящее из 85 дворов и Осмино Гора, из 52.

ОСЬМИН — село, принадлежит её Величеству, число жителей по ревизии: 155 м. п., 179 ж. п.; В оном: Церковь деревянная во имя Тифинской Божией Матери. 

ОСЬМИН ГОРЫ — село, принадлежит её Величеству, число жителей по ревизии: 99 м. п., 98 ж. п.; В оном: Церковь каменная во имя Победоносца Георгия. (1838 год)

ОСЬМИНА — деревня Гдовского её Величества имения, по просёлочной дороге, число дворов — 85, число душ — 173 м. п. 

ОСЬМИНА ГОРА — деревня Гдовского её Величества имения, там же, число дворов — 51, число душ — 119 м. п. (1856 год)

ОСЬМИНО — деревня государственная при речке Сабе, число дворов — 78, число жителей: 177 м. п., 179 ж. п. 

ОСЬМИНО ГОРА — деревня государственная при речке Сабе, число дворов — 40, число жителей: 127 м. п., 129 ж. п.; Часовня православная
(1862 год)

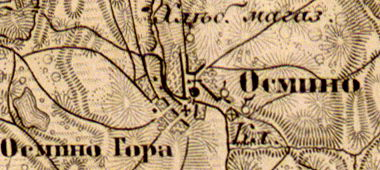
Деревни Осьмино и Осьмина Гора на карте 1863 года

Согласно карте из «Исторического атласа Санкт-Петербургской Губернии» 1863 года деревня называлась Осмино, в ней находилась церковь, часовня и хлебозапасный магазин, по смежеству с ней находилась деревня Осмино Гора.
Сборник Центрального статистического комитета описывал их так:

ОСЬМИНО-ГОРА — село бывшее владельческое при реке Сабе, дворов — 52, жителей — 331. Волостное правление, церковь, 2 часовни, лавка, 3 кожевенных завода, постоялый двор, водяная мельница. 

ОСЬМИНО (ОСЬМИНО-ЛОГ) — село бывшее владельческое при реке Сабе, дворов — 77, жителей — 455. Волостное правление, церковь, 2 часовни, 2 лавки, 4 кожевенных завода, постоялый двор, водяная мельница, ярмарка. (1885 год).

В XIX — начале XX века деревня административно относилась к Осьминской волости 1-го стана Гдовского уезда Санкт-Петербургской губернии.
С 1917 по 1919 год село Осьмина Гора и деревня Осьмино Лог входили в состав Осьминской волости Гдовского уезда.
С 1920 по 1923 год — в состав Осьмино-Горского сельсовета Осьминской волости Кингисеппского уезда.
С 1923 по 1961 год — в состав Осьминского сельсовета Осьминского района.
По переписи 1926 года население составляло 461 человек, в селе действовали: школа 1-й ступени, изба-читальня, библиотека и больница.
1 августа 1927 года село Осьмино стало центром Осьминского района в составе Лужского округа Ленинградской области.
По данным 1933 года село Осьмино являлось также административным центром Осьминского сельсовета Осьминского района, в который входили 8 населённых пунктов: сёла Осьмино и Осьмино Лог: деревни Глубоко, Луговское, Новоселье, Псоед, Чудиново; хутор Дубецкое-Лососино общей численностью населения 2021 человек.
По данным 1936 года в состав Осьминского сельсовета Осьминского района входили 9 населённых пунктов, 611 хозяйств и 7 колхозов.
Село было освобождено от немецко-фашистских оккупантов 1 февраля 1944 года.
По данным переписи населения 1959 года население села составляло 1482 человека.
2 августа 1961 года Осьминский район был упразднён, а его территория была передана в состав Сланцевского района.
1 февраля 1963 года после упразднения Сланцевского района Осминский сельсовет вошёл в состав Лужского района.
В 1965 году население села Осьмина Гора составляло 826 человек, а деревни Осьмино Лог — 784.
По административным данным 1966 года в составе Осьминского сельсовета находились посёлки Осьмино-Гора и Осьмино-Лог.
В 1973 году населённые пункты Осьмино и Осьмино-Гора были объединены в посёлок Осьмино. В годы советской власти в посёлке размещалась центральная усадьба колхоза «Партизан».
По данным 1990 года посёлок Осьмино являлся административным центром Осьминского сельсовета, в который входили 25 населённых пунктов, общей численностью населения 2933 человека. В самом посёлке проживали 1676 человек.
В 1997 году в посёлке Осьмино проживали 1710 человек, в 2002 году — 1644 человек (русские — 94 %), посёлок был центром Осьминской волости.
С 1 января 2006 года в соответствии с областным законом № 65-оз от 28 сентября 2004 года «Об установлении границ и наделении соответствующим статусом муниципального образования Лужский муниципальный район и муниципальных образований в его составе», посёлок Осьмино является административным центром Осьминского сельского поселения.
В 2007 году в посёлке Осьмино Осьминского СП проживали 1635 человек.

## География
Посёлок расположен в северо-западной части района на автодороге 41А-186 (Толмачёво — автодорога Нарва) в месте примыкания к ней автодорог: 41К-020 (Сижно — Осьмино), 41К-027 (Старополье — Осьмино) и 41К-669 (Осьмино — Хилок).
Расстояние до районного центра — 76 км.
Расстояние до ближайшей железнодорожной станции Молосковицы — 57 км.
Через посёлок протекает река Саба (левый приток Луги).

## Демография
| 1862 | 1939  | 1959  | 2007  | 2010  | 2017  |
| ---- | ----- | ----- | ----- | ----- | ----- |
| 612  | ↗1391 | ↗1482 | ↗1635 | ↗1638 | ↘1420 |

## Достопримечательности
- Церковь Георгия Победоносца, основана в XV веке

## Известные уроженцы
- Андреев, Павел Захарович (1874—1950) — певец, бас-баритон, Народный артист СССР (1939).
- Рузский, Михаил Дмитриевич (1864—1948) — зоолог, профессор Томского университета, Заслуженный деятель науки РСФСР.